# 星屑りま
星屑 りま（ほしくず りま、6月27日 - ）は、日本のファッションモデル。北海道出身。

## 来歴
2013年に日本ツインテール協会が行ったオーディションに合格し、書籍「ツインテール百景」に掲載されたのをきっかけにモデル活動を開始する。SAPPORO　LOLITA　CLUBの主催するロリィタイベントにランウェイモデルに抜擢されるなどロリィタモデルとしても活躍する。
2014年には、SEGAのアーケードゲーム「Maimai」の楽曲「コインランドリーディスコ」のMVに踊り手として出演。
2015年、CP+2015にて河野英喜が担当するNikonブースへモデルとしての出演を果たす。その後、月刊カメラマンやCAPAなどの多数のカメラ雑誌などでもモデルして活躍する。
2023年、KAT-TUNのMV「Fantasia」にハンドモデルとして出演する。みの「おてもやん」MVにも出演。
2024年、3月1日にパリ・ファッションウィーク（パリコレ）で開催されたロリータ・ブランド「Hiroko Tokumine」のファッションショーにランウェイモデルとして出演した。　その後、ロリィタファッション雑誌「Lapin Labyrinthe」のモデルとして抜擢されたほか、多数のロリィタブランドのランウエイモデルやイベントにも出演。同年12月には哀乃が手掛けたオリジナル楽曲「真愛ハ朱ニ交ワラズ」を公開し、シンガーとしての活動も開始する。

## 出演

### 雑誌
- 日本ツインテール百景
- 月刊カメラマン
- CAPA
- Lapin Labyrinthe

### ディスコグラフィ
- 真愛ハ朱ニ交ワラズ（2024年、作詞作曲：哀乃）